# Abborrtjärnen (Gunnilbo socken, Västmanland, 663336-150701)
Abborrtjärnen är en sjö i Skinnskattebergs kommun i Västmanland och ingår i Norrströms huvudavrinningsområde. Sjöns area är 0,02 kvadratkilometer och den är belägen 97 meter över havet.